# Port Barre
Port Barre – miasto w Stanach Zjednoczonych, w stanie Luizjana, w parafii St. Landry.